# Marcus Denmon
Marcus Edward Denmon II (Kansas City, Misuri, 20 de marzo de 1990) es un jugador de baloncesto estadounidense que pertenece a la plantilla del Tofaş Spor Kulübü de la Türkiye Basketbol Ligi Con 1,90 metros de estatura, juega en la posición de escolta.

## Trayectoria deportiva

### Universidad
Jugó durante cuatro temporadas con los Tigers de la Universidad de Misuri, en las que promedió 12,6 puntos, 3,4 rebotes y 1,7 asistencias por partido. Fue elegido en el mejor quinteto de la Big 12 Conference es sus dos últimas temporadas en el equipo, y en 2012 incluido en el segundo quinteto consensuado All-American.

### Profesional
Fue elegido en la quincuagésimo novena posición del Draft de la NBA de 2012 por San Antonio Spurs, pero acabó fichando por el Élan Sportif Chalonnais de la liga francesa. Jugó una temporada en la que promedió 12,3 puntos y 3,9 rebotes por partido.
Al año siguiente, y tras una grave lesión, fichó por el Tofaş Spor Kulübü de la liga turca. disputó una temporada en la que promedió 14,3 puntos y 3,5 rebotes por encuentro.
En agosto de 2014 fichó por el Enel Brindisi de la liga italiana. En su primera temporada ha promediado 15,5 puntos y 3,0 rebotes por partido.
En agosto de 2015 fichó por el İstanbul BB de la Basketbol Süper Ligi, donde jugaría la temporada 2015-16.
En la siguiente temporada permanece en Turquía, en las filas del  Gaziantep BB de la Basketbol Süper Ligi.
En la temporada 2017-18, firma por el Panathinaikos B.C. de la A1 Ethniki.
En 2018, se marcharía a China para jugar en los Zhejiang Golden Bulls en el que permanecería durante dos temporadas.
Desde 2020 a 2022, formaría parte de la plantilla de los Shanghai Sharks de la CBA china, prolongando su estancia en China durante 4 temporadas consecutivas.
El 24 de febrero de 2022, firma por el Petkim Spor Kulübü de la Basketbol Süper Ligi.
En la temporada 2022-23, firma por el Peristeri B.C. de la A1 Ethniki griega. El 20 de diciembre de 2023 fichó por el Tofaş Spor Kulübü de la BSL turca, regresando al equipo casi diez años después.